# Speed (filme)
Speed (bra: Velocidade Máxima; prt: Speed - Perigo a Alta Velocidade) é um filme de ação estadunidense de 1994, dirigido por Jan de Bont em sua estréia na direção de longas-metragens. O filme é estrelado por Keanu Reeves, Dennis Hopper, Sandra Bullock, Joe Morton e Jeff Daniels. O filme segue a história de Jack, um policial que tenta a todo custo desarmar uma bomba em um ônibus urbano com passageiros preparada por um terrorista; o veículo deve permanecer em movimento pois se o ônibus atingir uma velocidade abaixo de 50 mph (ou 50 km/h na dublagem brasileira), ele irá explodir.
Lançado em 10 de junho de 1994 nos cinemas americanos, Speed obteve um sucesso crítico e comercial, arrecadando US$ 350,4 milhões contra um orçamento de US$ 30 milhões além de ter vencido dois Óscars: por melhor edição de som e melhor mixagem de som, durante a sexagésima sétima cerimônia.
Uma sequência chamada Speed 2: Cruise Control foi lançada em 1997, mas não alcançou o mesmo sucesso do filme original.

## Enredo
Os oficiais da SWAT de Los Angeles, Jack Traven e Harry Temple frustram uma tentativa de um terrorista para segurar um elevador cheio de pessoas para o resgate. Eles encurralam o homem-bomba, mas ele agarra Harry. Jack atira em Harry na perna, forçando o homem-bomba libertá-lo. Ele se vira e corre e aparentemente morre em uma explosão. Jack e Harry são elogiados por seu superior, o tenente "Mac" McMahon.
Mais tarde, Jack vê um ônibus da cidade explodir. O terrorista explica que uma bomba semelhante foi colocada em outro ônibus, e vai ficar ativada se for mais de 50 mp/h (80 km/h) e explodir quando a velocidade for inferior a 50. O terrorista exige um resgate maior e diz que ele vai detonar a bomba se os passageiros descerem. Jack corre através do tráfego e consegue embarcar no ônibus em movimento. No entanto, ele já está indo acima de 50: a bomba está armada. Jack explica a situação para o motorista, Sam, mas em seguida, um criminoso em pânico no ônibus, temendo que Jack vai prendê-lo, dispara sua arma, ferindo Sam. Dos passageiros, Annie Porter toma o lugar de Sam atrás do volante (e mantém a velocidade a 60 mp/h (96,5 km/h), enquanto Jack explica a situação para todos a bordo. Jack examina a bomba sob o ônibus e telefona para Harry, que usa pistas e identifica o terrorista como um ex-policial.
A polícia coloca uma rota para o ônibus numa estrada fechada. Mac insiste que eles descarreguem os passageiros em uma carreta com plataforma, mas Jack adverte sobre as demandas do terrorista. O terrorista permite que os oficiais descarreguem o motorista Sam que está ferido, mas detona um explosivo debaixo das escadas da frente do ônibus quando uma passageira tenta escapar; que cai e é atropelada. Jack descobre que parte da auto-estrada à frente está incompleta, mas Annie acelera o ônibus (até a velocidade máxima 70 mp/h (112 km/h), fazendo-o saltar de uma estrada para outra. Jack dirige Annie para a pista do Aeroporto Internacional de Los Angeles. Enquanto isso, Harry identificou o terrorista como Howard Payne, um oficial aposentado do esquadrão de Atlanta com um endereço local, e leva uma equipe da SWAT lá. Sendo tarde demais, eles acham a casa cheia de explosivos, e Harry e a equipe são mortos.
Jack tenta desarmar a bomba enquanto andava em um trenó rebocado sob o ônibus, mas ele bate em detritos na pista e ele só consegue se segurar furando o tanque de combustível. Ele é puxado para a bordo pelos passageiros, e descobre que Harry foi morto. Enfurecido, Jack esmaga seu telefone celular, mas Annie o ajuda a recuperar. Jack encontra a câmera escondida que Howard está acompanhando eles. Mac recebe uma equipe de reportagem local para gravar a transmissão, então retransmiti alguns segundos repetidamente para enganar Howard enquanto os passageiros são descarregados antes de todo o combustível acabar. O resgate é interrompido por um pneu furado, o que encalha Jack e Annie. Eles então corrigem as posições do pedal do acelerador e a roda, travando os comandos do ônibus para um curso, eles escapam através de um painel de acesso no piso.

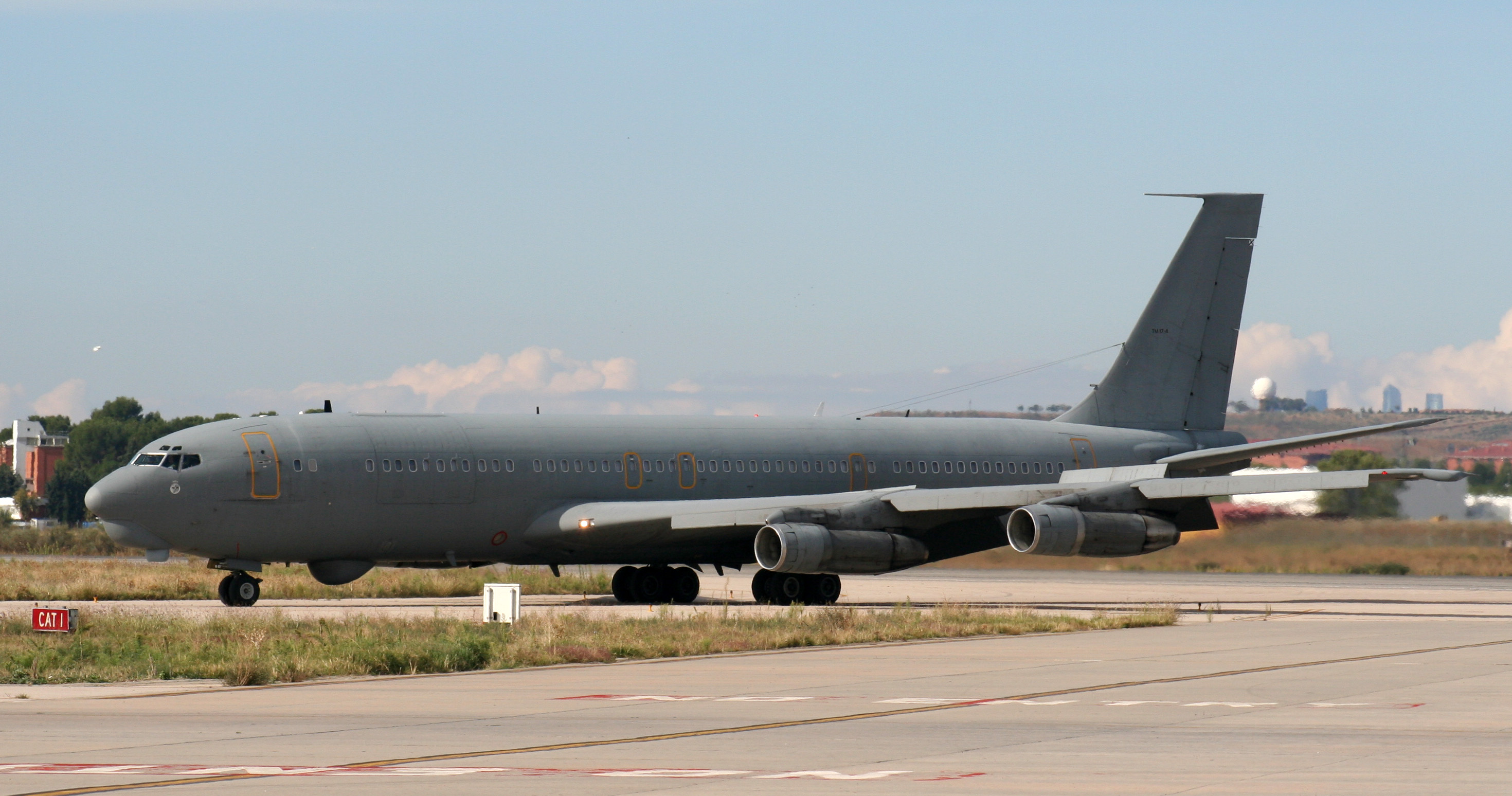
O ônibus vazio explode ao atingir um avião Boeing 707 vazio.

Jack e Annie vão para Pershing Square, o ponto para o resgate. Howard, percebendo que ele foi enganado, se apresenta como um policial e apreende Annie. Quando o resgate é posto em uma lata de lixo, ninguém aparece para levá-lo. Jack descobre um buraco sob a lata que leva a linha do Metro Red Line. Jack encontra Howard e Annie, mas ela está vestindo um colete coberto de explosivos e manipulados por um detonador de liberação de pressão. Howard sequestra um trem do metrô, algema Annie a um poste, e põe o trem em movimento; mas Jack consegue embarcar no último segundo. Howard, em seguida, mata o maquinista. Howard tenta um suborno com o dinheiro do resgate, mas fica furioso quando uma bomba de tinta suja o saco do dinheiro. Ele e Jack batalham no telhado do trem. Jack coloca a cabeça de Howard em posição para um sinal que se aproxima, decapitando-o. Jack remove o colete de Annie, mas ela ainda está algemada ao poste. Uma vez que eles não podem parar o trem, Jack deixa o mesmo a toda a velocidade, fazendo com que descarrilhe através de um canteiro de obras para a rua Hollywood Boulevard, chegando a uma parada. Jack e Annie ambos sobrevivem e se beijam apaixonadamente enquanto os espectadores tiram fotos.

## Elenco
- Keanu Reeves - Jack Traven
- Dennis Hopper - Howard Payne
- Sandra Bullock - Annie Porter
- Joe Morton - tenente Herbert 'Mac' McMahon
- Jeff Daniels - detetive Harold 'Harry' Temple
- Alan Ruck - Stephens
- Glenn Plummer - Maurice, proprietário do Jaguar
- Richard Lineback - Norwood
- Beth Grant - Helen
- Hawthorne James - Sam
- Carlos Carrasco -  Ortiz
- David Kriegel -  Terry
- Natsuko Ohama -  senhora Kamino

## Produção

### Escolha do elenco

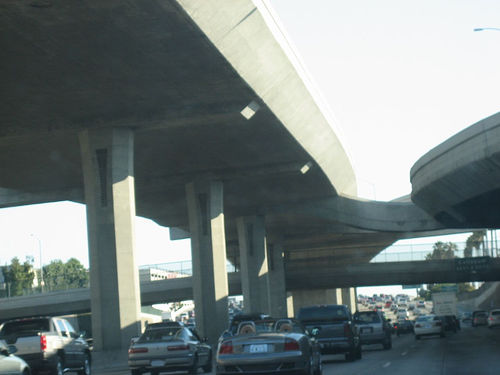
Parte do filme contou com o ônibus fazendo o seu caminho para a Interstate 110 através do tráfego

Stephen Baldwin, foi a primeira escolha para o papel de Jack Traven, pois o personagem (como está escrito na versão anterior do roteiro) era muito parecido com o personagem John McClane de Die Hard. O diretor Jan de Bont, em seguida, lançou Keanu Reeves como Jack Traven após vê-lo em Point Break. Ele sentiu que o ator era "vulnerável na tela. Ele não está ameaçando os homens, porque ele não é tão volumoso, e ele parece ótimo para as mulheres". Reeves não gostou de como o personagem Jack Traven se deparou no roteiro original de Graham Yost. Ele disse que havia "situações criadas para forros" e sentiu "que foram forçadas – Die Hard numa mistura com algum tipo de comédia maluca." Jan de Bont trouxe Joss Whedon para trabalhar no roteiro uma semana antes fotografia principal começar. Com a entrada de Reeves, Whedon mudou Traven de "um figurão vagabundo" para "o cara educado tentando que ninguém fique morto", e removeu o diálogo simplista do personagem e fê-lo com mais diligência.
Reeves tinha lidado com a polícia de Los Angeles antes de Point Break, e aprendeu sobre sua preocupação com a vida humana, que ele incorporou em Traven. Uma das contribuições significativas de Whedon foi mudando o caráter de Doug Stephens (Alan Ruck) de um advogado ("um cara mau que morre", de acordo com o escritor) para um turista, "apenas um cara agradável, totalmente fora de profundidade ". Whedon trabalhou predominantemente no diálogo, mas também criou alguns pontos da trama significativos, como a morte de Harry Temple. Sandra Bullock veio para ler o roteiro de Speed com Reeves para garantir que havia química certa entre os dois atores. Originalmente, a personagem de Bullock "Annie" foi destinada a ser uma amiga íntima figurativa, relevante para Jack, com Ellen DeGeneres em mente para o papel. Em vez disso, Annie tornou-se ajudante de Jack e interesse amoroso mais tarde. Ela lembra que eles tinham que fazer "todas essas cenas físicas realmente juntos, rolando no chão e outras coisas."
O diretor não queria Traven com cabelo comprido e queria o personagem com "olhar forte e no controle de si mesmo". Para o efeito, Reeves raspou a cabeça, quase completamente. O diretor recorda: "todos no estúdio estavam com muito medo quando o viram pela primeira vez. Ficou apenas algo como um milímetro [a altura do cabelo]. O que você vê no filme está realmente maior". Reeves também passou dois meses na academia Golden, em Los Angeles, para entrar em forma para o papel.

### Filmagens

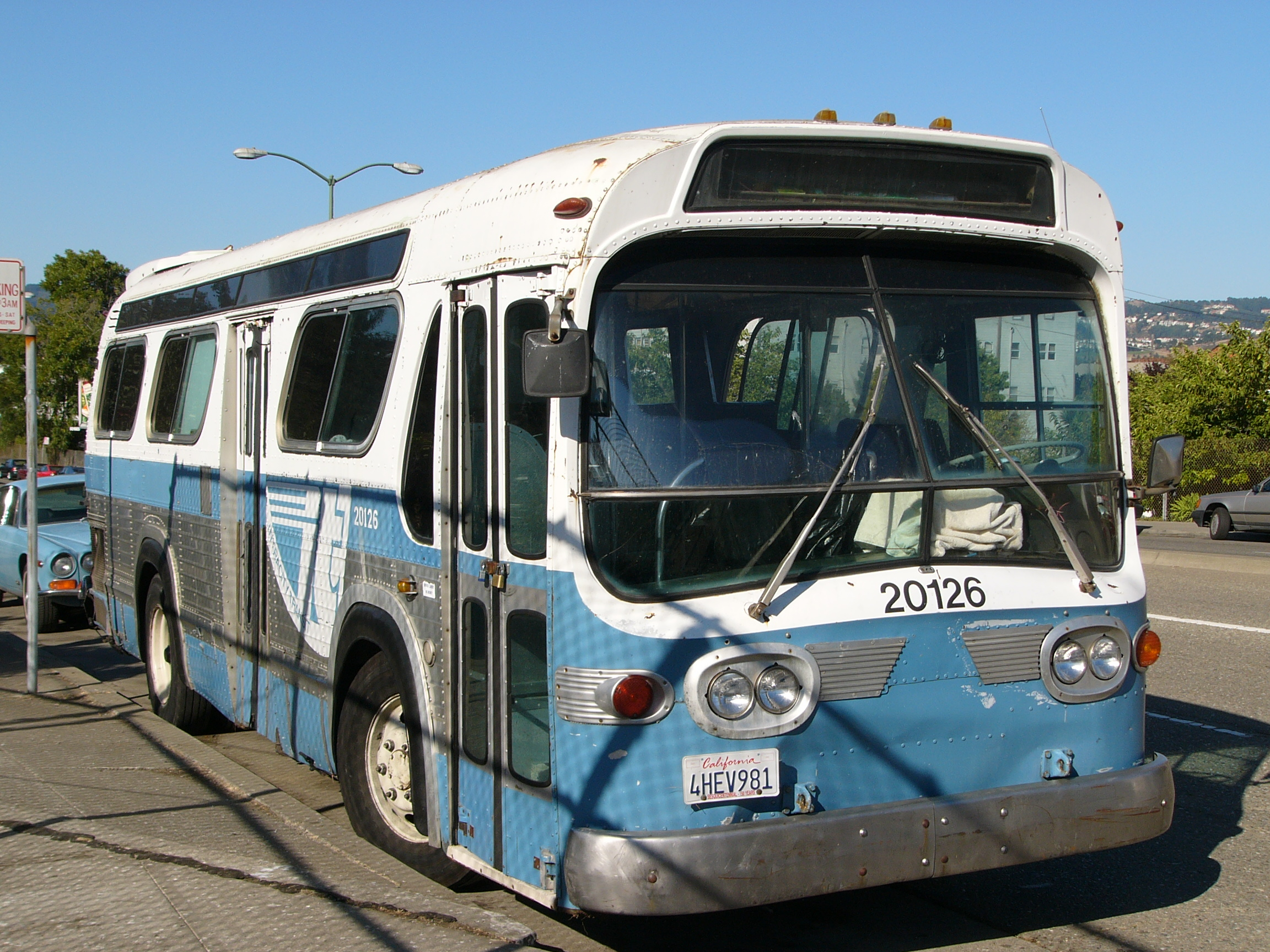
Onze ônibus GM New Look buses foram usados nas gravações para representar apenas um.

A fotografia principal começou em 7 de setembro de 1993 e foi concluída em 23 de dezembro de 1993, em Los Angeles. De Bont utilizou um modelo de 80 pés de um poço de elevador de 50 andares para a sequência de abertura. Enquanto Speed estava em produção, o ator e amigo próximo de Reeves, River Phoenix, morreu. Imediatamente após Phoenix morrer, De Bont mudou o cronograma de filmagens para trabalhar em torno de Reeves e dar-lhe cenas que eram mais fáceis de fazer. "Chegou a ele emocionalmente. Ele ficou muito quieto, e ele levou um bom tempo para resolver isso por si mesmo e se acalmar. Ele colocou o inferno para fora dele", recorda De Bont. Inicialmente, Reeves estava nervoso sobre muitas sequências de ação do filme, mas quando as cenas progrediram, tornou-se mais envolvido. Ele queria fazer o conluio onde Traven salta de um Jaguar para o próprio ônibus. Jan De Bont não queria que ele fizesse, mas Reeves havia ensaiado em segredo. No dia da sequência, o ator fez o dublê de si mesmo e de Bont lembra, "Eu quase tive uma grande dor." Onze ônibus GM New Look buses e três 870 Grumman foram usados na produção do filme. Dois deles foram explodidos, um foi usado para as cenas de alta velocidade, um teve a frente cortada para cenas no interior, e um foi utilizado exclusivamente para a cena "debaixo" do ônibus. Outro ônibus foi utilizado para a cena do salto na ponte, o que foi feito em uma única tomada.

#### Locações
Muitas das cenas de forma gratuita do filme foram filmadas na Califórnia Interstate 105 e Interstate 110 no Inter mudança conhecida hoje como a mudança Juiz Harry Pregerson Inter, que não foi aberto oficialmente no momento das filmagens. Enquanto procurava este local De Bont notou grandes seções que faltavam estradas e disse Graham Yost, o screenplay para adicionar o salto de ônibus ao longo da rodovia inacabada para o roteiro. O salto foi filmado no nível cinco da rampa da pista HOV, que tem uma enorme pilha de intercâmbios. Na cena em que o ônibus deve saltar através de uma abertura em uma rampa incompleta da auto-estrada, enquanto ainda em construção, uma rampa foi usada para dar ao ônibus impulso necessário para que pudesse pular o total de 50 pés. O ônibus usado no salto estava vazio, exceto para o condutor, que usava um cinto de absorção de choque que o suspendia no ar acima do assento, para que ele pudesse lidar com o choque no desembarque, e evitar lesão na coluna vertebral (como foi o caso de muitos dublês em anos anteriores que foram lidar com acrobacias semelhantes). A seção da estrada que ônibus pulou era uma estrada regular, com a abertura adicionada no processo de edição usando imagens geradas por computador.
Em uma faixa de comentário do DVD da região 1, De Bont relata que o ônibus que saltou do conluio não saiu como planejado. Para fazer o salto do ônibus, tiveram que remover tudo para torná-lo mais leve. No primeiro experimento o dublê do motorista perdeu a rampa e caiu do ônibus, tornando-o inutilizável. Este caso não foi relatado para o estúdio no momento. Um segundo ônibus foi preparado e dois dias depois uma segunda tentativa foi bem sucedida. Mas, novamente, as coisas não saíram como planejado. Informou que o ônibus só ia a cerca de 20 pés, o diretor colocou uma de suas múltiplas câmeras em uma posição que era para capturar o desembarque de ônibus. No entanto, o ônibus saltou muito mais longe no ar do que qualquer um tinha pensado. Ele caiu em cima da câmera e a destruiu. Felizmente, outra câmara colocada a cerca de 90 pés da rampa do salto registrou o evento. As filmagens das cenas finais ocorreram no aeroporto de Mojave para o Aeroporto Internacional de Los Angeles.

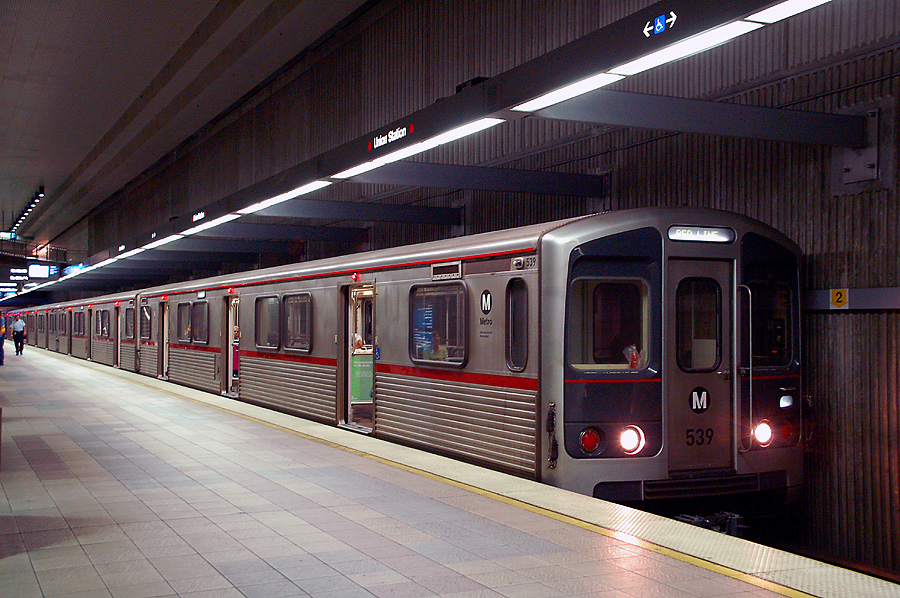
As cenas do metrô na estação Metro Red Line através da zona de construção foram gravadas com um modelo de escala 1/8 da Metro Red Line, com excepção para o salto quando descarrilou.

## Recepção

### Comercial
Speed estreou em 10 de junho de 1994 em 2.138 cinemas nos Estados Unidos e Canadá na primeira posição, arrecadando US$ 14,5 milhões no fim de semana de estreia. Ele bateu recordes de abertura para a Fox no Brasil com uma receita bruta de US$ 669.725 e na África do Sul com uma receita bruta de US$ 267.140. O filme ficou oito semanas consecutivas na liderança do mercado australiano. O longa arrecadou US$ 121,3 milhões nos Estados Unidos e Canadá e US$ 229,2 milhões internacionalmente para um total mundial de US$ 350,5 milhões, bem acima de seu orçamento de produção de US$ 30 milhões.

### Crítica
No site agregador de críticas Rotten Tomatoes, Speed mantém um índice de aprovação de 94% com base em 66 comentários, com uma classificação média de 7,97/10 sob o seguinte consenso crítico: "Um thriller fantástico, Speed é tenso e cheio de energia, com atuações excepcionais de Keanu Reeves, Dennis Hopper e Sandra Bullock". No Metacritic, o filme tem uma pontuação média ponderada de 78/100, com base em 17 críticas, indicando "resenhas geralmente favoráveis". O público dos cinemas entrevistado pelo CinemaScore deu ao filme uma nota média "A" em uma escala de A+ a F.

## Principais prêmios e indicações
Oscar 1995 (EUA)
- Venceu nas categorias de melhor mixagem de som e melhor edição de som.
- Indicado na categoria de melhor edição.

Prêmio Saturno 1995 (Academy of Science Fiction, Fantasy & Horror Films, EUA)
- Venceu na categoria de melhor atriz (Sandra Bullock).
- Indicado na categoria de melhor diretor e melhor filme de ação/aventura/suspense.

BAFTA 1995 (Reino Unido)
- Venceu nas categorias de melhor edição e melhor som.
- Indicado na categoria de melhores efeitos especiais.

MTV Movie Awards 1995 (EUA)
- Melhor atriz (Sandra Bullock)

Prêmio Edgar 1995 (Edgar Allan Poe Awards, EUA)
- Indicado na categoria de melhor filme.

Academia Japonesa de Cinema 1995 (Japão)
- Indicado na categoria de melhor filme estrangeiro.

Prêmio Eddie 1995 (American Cinema Editors, EUA)
- Indicado na categoria de filme melhor editado.